# 72 Водолея
72 Водолея (лат. 72 Aquarii, HD 216182) — одиночная звезда в созвездии Водолея на расстоянии приблизительно 902 световых лет (около 277 парсеков) от Солнца. Видимая звёздная величина звезды — +7,134m.

## Характеристики
72 Водолея — оранжевый гигант спектрального класса K0III. Радиус — около 14,1 солнечных, светимость — около 110,71 солнечных. Эффективная температура — около 4631 К.